# Fiat Sedici
Fiat Sedici — SUV, разработанный и производившийся итальянским автопроизводителем Fiat совместно с японским автопроизводителем Suzuki. 
Автомобиль обладает фирменным дизайном Фиата — Fiat Centro Stile. Имя Sedici в переводе с итальянского — шестнадцать (4×4). 
Летом 2009 года были внесены изменения во внешний вид, также были изменены варианты двигателей. 

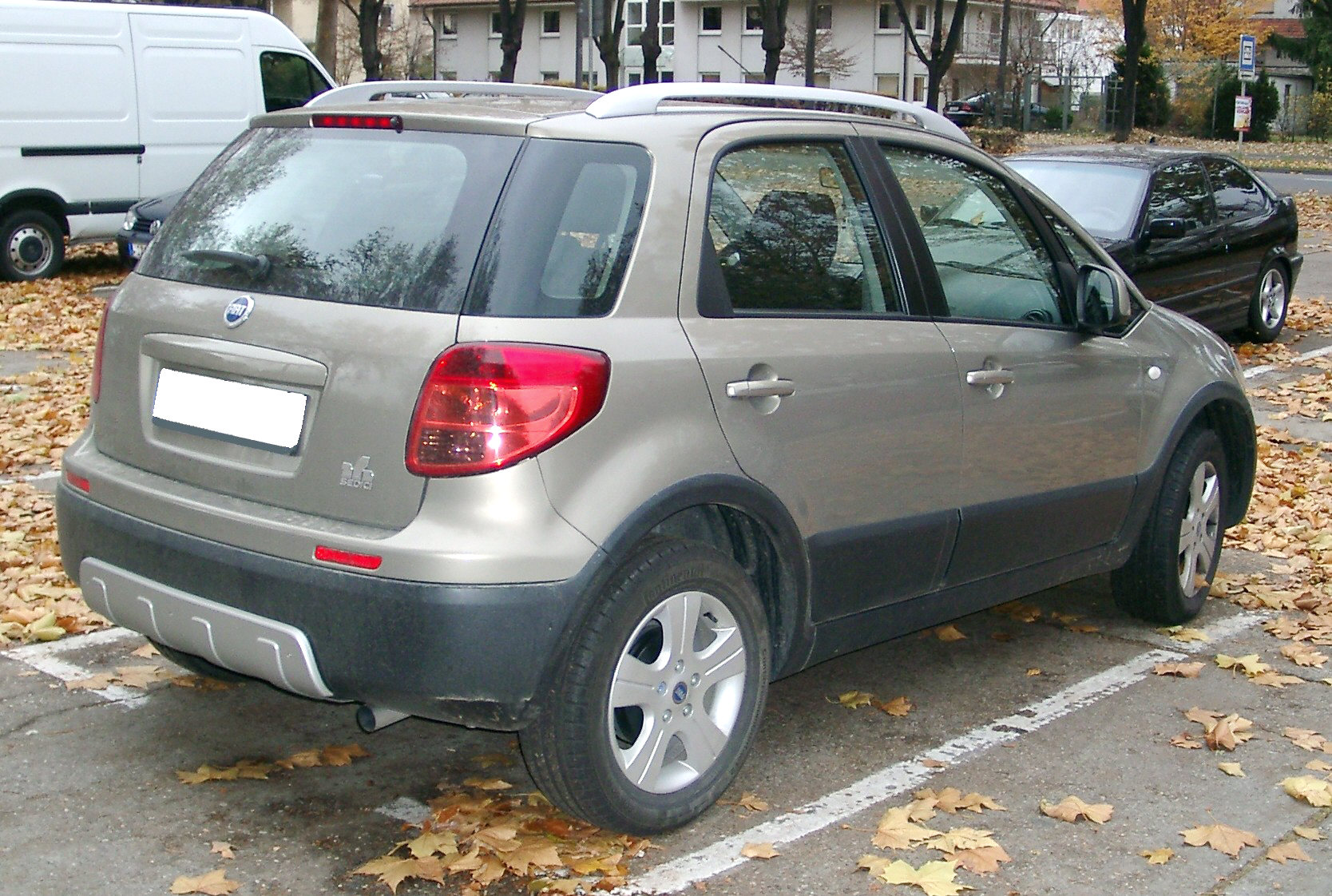
вид сзади

## Двигатели
| Тип              | Мощность          | Крутящий момент | Макс. скорость | Потребление     | Годы выпуска |
| ---------------- | ----------------- | --------------- | -------------- | --------------- | ------------ |
| 1,6 л бензиновый | 79 кВт (107 л.с.) | 145 Н·м         | 190 км/ч       | 7,1 л на 100 км | 2006—2009    |
| 1,6 л бензиновый | 88 кВт (120 л.с.) | 145 Н·м         | 190 км/ч       | 6,2 л на 100 км | с 2009       |
| 1,9 л дизельный  | 88 кВт (120 л.с.) | 280 Н·м         | 180 км/ч       |                 | 2006—2009    |
|                  |                   |                 |                |                 |              |
| 2,0 л дизельный  | 99 кВт (135 л.с.) | 320 Н·м         | 190 км/ч       | 5,7 л на 100 км | с 2009       |

## Безопасность
| Euro NCAP                                  | Euro NCAP | Euro NCAP | Euro NCAP |
| ------------------------------------------ | --------- | --------- | --------- |
| Рейтинги                                   | Пассажир  |           | 29        |
| Рейтинги                                   | Ребёнок   |           | 30        |
| Рейтинги                                   | Пешеход   |           | 22        |
| Протестированная модель: Suzuki SX4 (2006) |           |           |           |

## Сноски
1. ↑  Результаты Euro NCAP теста (2006) (англ.)